# Louis-René Berge
Pour les articles homonymes, voir Berge (homonymie).
Louis-René Berge, né le 5 août 1927 à Caudéran et mort le 13 février 2013 à Paris 10e,, est un graveur français, membre de l'Académie des beaux-arts.

## Biographie
Louis-René Berge est un autodidacte : il commença à graver en 1960 et ses premières œuvres furent remarquées par Jacques Villon et Pierre Guastalla, qui l'invita à prendre part aux activités du groupe de la Jeune Gravure contemporaine en 1964.
Il délaisse la gravure de 1965 à 1975 pour fonder une agence de publicité avant de se consacrer définitivement à la gravure au burin vers 1975. Il expose alors dans les salons (Salon d'automne, Réalités nouvelles, etc.), aux galeries Biren et Michèle Broutta, et participe aux activités des sociétés de graveurs (Le trait, L'amateur d'estampes...).
Le 9 novembre 2005, Louis-René Berge est élu à l'Académie des beaux-arts dans la section gravure au fauteuil numéro III après le décès de Raymond Corbin, et reçut sous la coupole le 9 novembre 2006.
Défenseur de l'art de l'estampe - notamment à l'Académie, avec Claude-Jean Darmon, où il obtient de la bibliothèque qu'elle crée une section « gravures » - Louis-René Berge est cofondateur en 2004 de Manifestampe, association cherchant à fédérer les diverses sociétés intéressées par le sujet ; il en est le président de la fondation à 2010. Il est l'initiateur des expositions « Le burin selon chacun » et a organisé plusieurs expositions d'estampes peu avant son décès, notamment à l'espace Cardin (2008) et à la propriété Caillebotte de Yerres (2012). Son épouse Geneviève est morte en 2020 à 95 ans.
Son œuvre comprend environ 300 estampes.

## Œuvres
Outre environ 300 estampes en feuille, Louis-René Berge a effectué quelques travaux pour des illustrations de livres :
- Illustrations des recueils de poèmes de Bernard Vargaftig :
  - Fragment de souffle (1993)
  - Que l'énigme se détache (2002)
  - L'Énigme n'est jamais niée (2005)
- Illustration du livre de Claude Louis-Combet, Géographie intérieure (2003)
- Une illustration pour Alain Déjour,  L'Amour des villes et l'amour des champs (1975)

## Distinctions
- Prix du burin de la Fondation Taylor en 2002
- Officier de l'ordre des Arts et des Lettres (2010)[4]